# Карл Адам фон Мансфелд
Карл Адам фон Мансфелд-Фордерорт-Борнщет (на немски: Karl Adam von Mansfeld-Vorderort zu Bornstädt; * 1629; † 30 май 1662) е граф на Мансфелд-Фордерорт в Борнщет в Саксония-Анхалт.
Той е син на фелдмаршал граф Волфганг фон Мансфелд (1575 – 1638) и София Шенк фон Таутенбург († 1636), вдовица на граф Фридрих Алберт фон Золмс-Зоненвалде и Поух (1592 – 1615), дъщеря на Буркхард Шенк фон Таутенбург († 1605) и Агнес фон Еверщайн-Наугард († 1636). Сестра му София Агнес (1619 – 1677) е омъжена на 4 декември 1640 г. за княз Максимилиан фон Дитрихщайн цу Николсбург (1596 – 1655).
Карл Адам фон Мансфелд-Фордерорт-Борнщет умира бездетен на 33 години на 30 май 1662 г.

## Фамилия
Карл Адам фон Мансфелд-Фордерорт-Борнщет се жени на 8 ноември 1654 г. или 1655 г. за Мария Терезия фон Дитрихщайн (* 1639; † 5 февруари 1658), дъщеря на конференц-министър княз Максимилиан фон Дитрихщайн (1596 – 1655) и първата му съпруга принцеса Анна Мария Франциска фон Лихтенщайн (1597 – 1640), дъщеря на княз Карл I фон Лихтенщайн (1569 – 1627) и Анна Мария баронеса фон Босковиц-Шварценберг-Черна-Гора († 1625). Тя е заварена дъщеря на сестра му София Агнес (1619 – 1677). Тя умира на 19 години. Бракът е бездетен.